# Byl (résistance)
Pour les articles homonymes, voir BYL.
 (juin 2022).
Si vous disposez d'ouvrages ou d'articles de référence ou si vous connaissez des sites web de qualité traitant du thème abordé ici, merci de compléter l'article en donnant les références utiles à sa vérifiabilité et en les liant à la section « Notes et références ».
Byl est un groupe belge de résistants, lors de la Seconde Guerre mondiale. Il est, à l'origine, le concept de deux frères marchands de bois du village de Harre (Belgique, Hautes-Ardennes). Armand Collard épaulé par son frère Adrien mit sur pied, dès l'année 1941 les premières bases du groupe Byl.
C'est du refus spontané de l'occupant qu'est venu le réflexe dès 1941 d'organiser la survie des prisonniers politiques et de guerre évadés de toutes nationalités ou têtes chaudes jetées dans l'illégalité. Par la diffusion de tracts aux textes brefs et francs, il stimule et encourage la résistance, et menace les collaborateurs.
Le 1er octobre 1941, Armand Collard et son frère Adrien entreprennent la résistance active face à l'occupant.
Le 2 février 1942 eu lieu le premier sabotage du vicinale de Melreux-Comblain.
Octobre 1942, dans la région de Mormont, fut le mois de l'arrivée de Pierre Schneider alias commandant Philippe.
Octobre 1943 fusion du groupe Byl avec le groupe Philippe-Legrand de Mormont.
Printemps 1943 est la période ou les maquisards du refuge Byl voient arriver les premiers évadés russes. ils sont installer par Armand Collard dans le bois de Grandmont. Le groupe du commandant Byl va fournir à ces Russes tous les outils pour réaliser leur camp, il leur fournit aussi des armes, vieux fusils de chasse, revolvers volé à certains gendarmes.
Juin 1943, première exécution de traître.
Octobre 1943 première attaque des allemands sur le camp du bois de Grandmont abritant des russes évadés des mines de Beringen. Un blessé chez les russes et un mort chez les allemands.
Après les affrontements du 26 février 1944 dans les bois de Harre St-Antoine (au lieu-dit « Mohone è bwès »), Armand Collard a été pris dans une rafle le 2 mars 1944 et fusillé à la citadelle de Liège le 7 juin 1944 sans que les Allemands ne sachent que c'était le véritable commandant Byl. Il fut condamner à mort pour aides et ravitaillement aux terroristes. Armand est ensuite remplacé par son frère Adrien qui réorganise les troupes. 
Le 1er avril 1944, les Allemands attaquent le château à Bomal sur Ourthe où le chef de la section spéciale Jean Vanhooff et son second François Simon y sont cachés. Jean Vanhooff y est arrêté. Emprisonné à la prison St Léonard puis à la Citadelle de Liège. Condamné à 13 mois d’enfermement pour attentat et meurtre. Déporté aux camps de Dora et Buchenwald. Libéré à la libération. François Simon lui, saute d'une fenêtre et s'enfuit avec une mallette contenant une liste de 600 noms de maquisards cachés dans les bois, le tampon du sous secteur x2 du refuge Byl, des fausse cartes d'identités et une somme de 1 million.

## Sources
- Notes personnelles de Pierre Schneider alias commandant Philippe.
- Archives de la fraternel Byl.
- Dossier de victime de guerre Armand Collard alias commandant Byl.
- Dossier de réfractaire au travail obligatoire Achille Motte.
- Ecrits personnelles de François Simon.